# 鳞花杜鹃
鳞花杜鹃（学名：Rhododendron primuliflorum var. lepidanthum）为杜鹃花科杜鹃花属下的一个变种。

## 扩展阅读
- 維基物種上的相關：鳞花杜鹃